# Masdevallia tubata
Masdevallia tubata är en orkidéart som beskrevs av Rudolf Schlechter. Masdevallia tubata ingår i släktet Masdevallia och familjen orkidéer.
Artens utbredningsområde är Bolivia. Inga underarter finns listade i Catalogue of Life.